# Seznam slovenskih rock'n'roll skupin
Seznam slovenskih rock'n'roll skupin

## B
- Banditi
- Big Foot Mama

## H
- Hic et nunc
- Hudobni Volk

## L
- Leonart

## M
- Mi2

## O
- Objem
- Orlek

## P
- Pudding Fields

## S
- Sausages
- Sensation

## T
- Tabu